# 495. п. н. е.

## Рођења
- - Перикле, атински државник (†429. п. н. е.).